# 普尔瓦马
普尔瓦马（Pulwama），是印度查谟和克什米尔普爾瓦馬縣的一个城镇。总人口15521（2001年）。

## 人口
该地2001年总人口15521人，其中男性9211人，女性6310人；0—6岁人口1498人，其中男782人，女716人；识字率62.21%，其中男性为75.07%，女性为43.42%。